# ニアニ
ニアニ（Niani） は、上部ギニア地方にある一集落である。現在は村であるが、13世紀から14世紀にかけて、最盛期のマリ帝国の王たち（マンサ）が居住していた首邑（首都）であったと考えられることが多い。

## マリ帝国の首邑であったか？
ワー・カミソコは、『マリを訪れた著名な客人』という書籍において、ニアニを中心とした小王国の支配者の系譜として、次のような系譜を提示している。まず、ニアニを創建したのはコロンバ・カマラ（Kolomba Kamara）である。その4世代後にコリンキン・カマラ（Kolinkin Kamara）が王になり、その息子ニアニ・マサ・カラ・カマラ（Niani Massa Kara Kamara）が王位を継いだ。また、ワー・カミソコは、王国ではニアニに植わっていたバオバブが信仰の対象になっていたとした。ユースフ・タタ・シセが前掲書において明らかにしたことによると、カマラ王家は、おそらくアフリカ睡眠病か黄熱病とみられる疫病の流行により、ニアニを放棄し、ニジェール川上流域の他の村々に移り住まざるを得なくなった。彼らはまず、「山あいのニアニ」を意味するニアニ＝クルラ（Niani-Kouroula）に移動し、その後、ダカジャラン（Dakadjalan）に移住した。
ニアニは「スンジャタ叙事詩」の複数のバージョンでしばしば言及される。ママドゥ・クヤテに伝承され、彼が語った叙事詩をジブリル・タムシル・ニアヌがフランス語に翻訳したバージョンにおいては、ニアニがスンジャタの父、ナレ・マガン・コナテ治下のマンデ人の王国の首邑であるかのように言及されている。その首邑は「大ニアニ」を意味する「ニアニバ（Nianiba）と呼ばれていたようである。このニアニは、マンデ人の王国に侵攻したスマングル・カンテの支配に対してマンデ人の村々が抵抗したところ、これへの復讐としてスマングルに破壊された。引き続いて、スンジャタ・ケイタがスマングルに勝利し、ニアニを再建した上、これを拡張させて自身の帝国の首都にした。ニアニは急速に政治と経済の中心になったとされる。 
一方で、ワー・カミソコに伝承されたバージョンの叙事詩によると、スンジャタ・ケイタはダカジャラン（Dakadjalan）で生まれ育ったという。スンジャタは父の死に伴いダカジャランを去った。そして、スマングルに勝利を収めた後に、支配を確立するためにダカジャランに戻り、亡くなるまでダカジャランで暮らしたとされる。
ワー・カミソコ及びユースフ・タタ・シセの説に鑑みると、スンジャタの後継者たちの国（マリ帝国）の、14世紀当時の首都の名称が何であり、その位置がどこであったかという問いに確信を持って結論を出すことができる歴史学者は、もはやいなくなった。結局のところ、口承伝統（例えば「スンジャタ叙事詩」）には時間の経過により受けた改変がどの程度あるか推定する方法がないので、直接、史資料として利用することはできない。

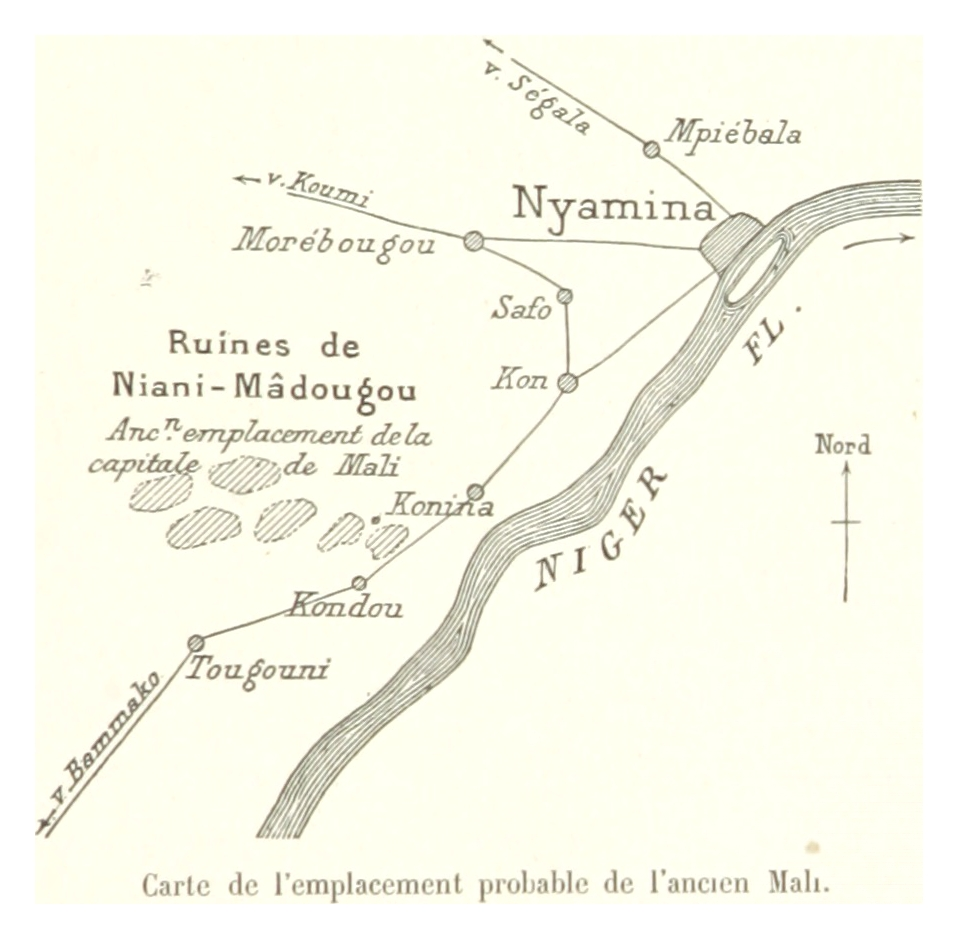
L-G・バンジェが作成した、マリ帝国の首都の遺跡が眠ると推定される場所の地図 Du Niger au golfe de Guinée, Hachette, 1892, より抜粋。

ルイ＝ギュスターヴ・バンジェ（Louis-Gustave Binger）は、1887年9月にテネトゥ（Tenetou）という集落に通りかかった折、かつてそこにニアニがあったという昔話を聞いた。